# Рауль Кастро (футболіст)
Рауль Кастро (ісп. Raúl Castro Peñaloza, нар. 19 серпня 1989, Ла-Пас) — болівійський футболіст, півзахисник клубу «Зе Стронгест».
Виступав, зокрема, за клуби «Універсітаріо» (Сукре) та «Уніон Маестранца», а також національну збірну Болівії.

## Клубна кар'єра
У професійному футболі дебютував 2012 року виступами за команду клубу «Універсітаріо» (Сукре).
Своєю грою за цю команду привернув увагу представників тренерського штабу клубу «Уніон Маестранса», до складу якого приєднався того ж 2012 року й відіграв там наступний сезон своєї ігрової кар'єри.
До складу клубу «Зе Стронгест» приєднався 2013 року. Відтоді встиг відіграти за команду з Ла-Паса 113 матчів у національному чемпіонаті.

## Виступи за збірну
2014 року дебютував в офіційних матчах у складі національної збірної Болівії. Наразі провів у формі головної команди країни 4 матчі.
У складі збірної був учасником розіграшу Кубка Америки 2016 року в США.

## Титули і досягнення
- Чемпіон Болівії (1):

«Зе Стронгест»: Апертура 2013/2014